# Áp xe não
Áp xe não là bệnh diễn biến bán cấp đôi khi mãn tính diễn tiến như u não

## Hội chứng
Hội chứng nhiễm trùng: 60-70% trường hợp là sốt
Hội chứng tăng áp lực nội sọ: 60-70% trường hợp là đau đầu
Hội chứng thần kinh khu trú tùy theo vị trí ổ áp xe: áp xe não thùy trán, áp xe não thùy thái dương, áp xe gần rãnh trung tâm, áp xe tiểu não, áp xe thân não.